# Süchteln

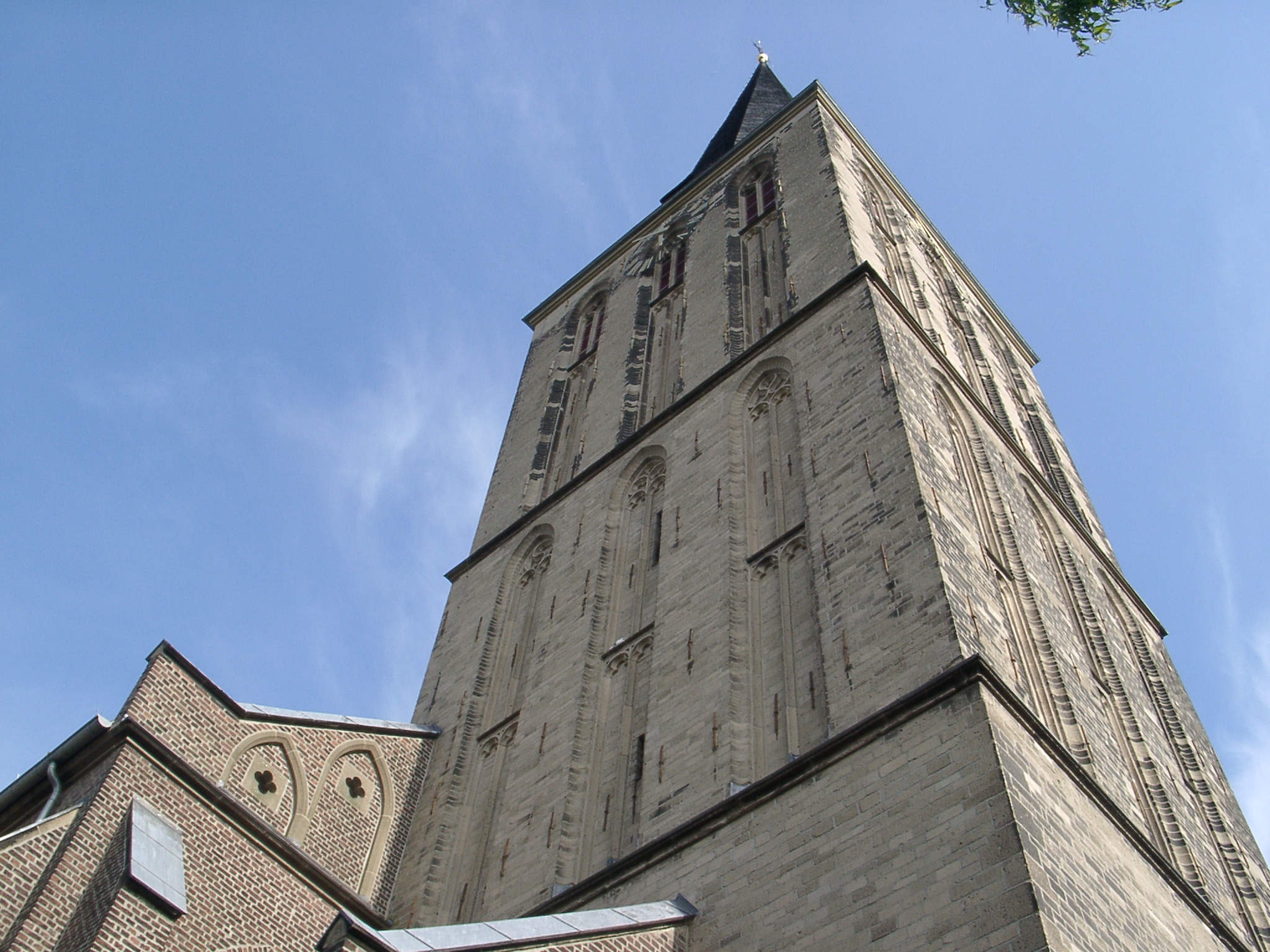
Toren van St.Clemens in Süchteln.

Süchteln (oude Nederlandse benaming: Suchtelen; Limburgs: Söktele) is een stadsdeel van de gemeente Viersen in de Duitse deelstaat Noordrijn-Westfalen. Tot 1970 was het een zelfstandige gemeente, die over de status van stad beschikte.
De eerste vermelding van Süchtelen dateert uit 1123 (''Villa Suphtele in pago Muliensis''). De nederzetting, die op het kruispunt van twee oude handelswegen lag, was destijds een bezitting van de Pantaleonabdij in Keulen. In 1323 kwam de plaats in Guliks bezit. Vanaf 1405 had ze stadsrechten. Vanaf de 16de eeuw vond er textielnijverheid plaats, vanaf de 19de eeuw vooral in de vorm van fluweel- en zijdefabrieken. Tot in de jaren 50 zou Süchteln bekendstaan als weversstad. In 1969, vlak voordat de stad door Viersen werd geannexeerd, telde Süchteln 18.606 inwoners.
Süchteln leed in de Tweede Wereldoorlog betrekkelijk weinig materiële oorlogsschade. Goed bewaard bleef ook het historische stratenplan. De laatmiddeleeuwse kerk, gewijd aan Sint-Clemens, stortte in 1856 grotendeels in en werd in neogotische stijl herbouwd. Oorspronkelijk is de 73 meter hoge, met tufsteen beklede toren.
Met Süchteln verbonden is de heilige Irmgard van Suchtelen, die in de 11de eeuw leefde. Op de Süchtelner Höhen, het hoogste punt van Süchteln (90,7 m), staat de Irmgardiskapelle, die aan haar gewijd is.

## Geboren
- Albert Vigoleis Thelen (1903-1989), schrijver, vertaler